# Baldomero Pérez Villena

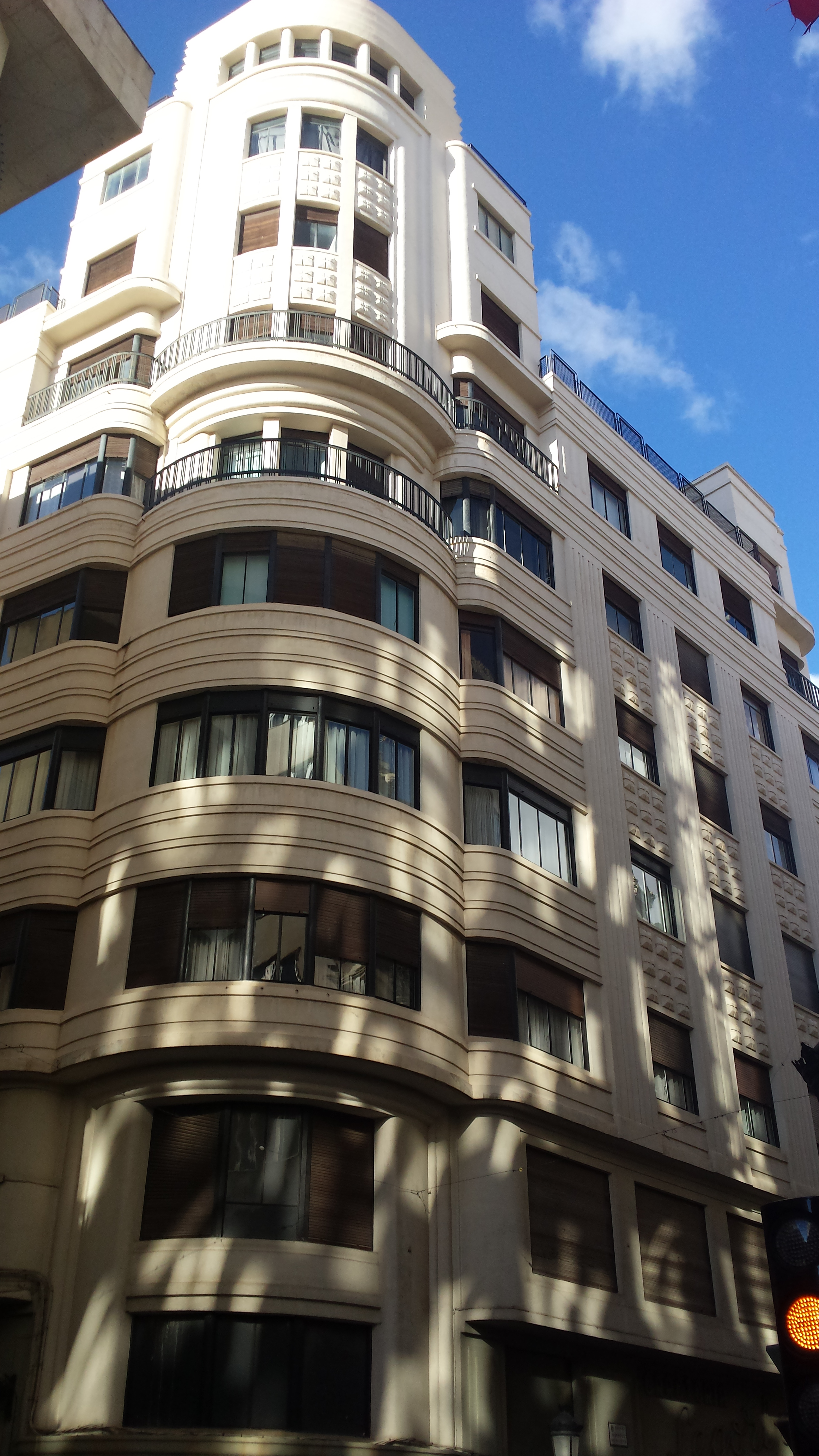
Edificio Legorburo (1935), Albacete

Baldomero Pérez Villena fue un arquitecto español activo en el siglo XX. Fue arquitecto provincial de Albacete entre 1940 y 1965.
A lo largo de su carrera proyectó edificios emblemáticos de la ciudad de Albacete. En 1935 diseñó junto a José Luis García Pellicer el edificio Legorburo. Realizó la remodelación del antiguo Palacio de Justicia de Albacete en 1944.
En 1952 realizó la primera ampliación del Palacio Provincial de Albacete. En 1955 proyectó el Internado Benéfico Provincial y en 1957 diseñó el Santo Ángel.